# JR貨物V18C形コンテナ
JR貨物V18C形コンテナ（JRかもつV18Cがたコンテナ）は、日本貨物鉄道（JR貨物）が製造した12ft通風コンテナ。

## 概要
両側側面扉二方開き。全長は3,715mm、全幅は2,438mm、全高は2,500mm、床面積は8.3m2、最大積載量は5t、内容積は18.0m3、自重は1.6tである。
1990年（平成2年）から1991年（平成3年）にかけて5,400個が製造された。
18D形の通風コンテナバージョンであるが、判別のため塗装が異なり、青22号とクリームであるものの、模様が18D形と違う（18Dは直線の逆L字型、V18Cは放物線形）。

## 現状
2002年（平成14年）度以降、V19C形の登場や簡易通風機能付私有保冷コンテナのUR19A形の登場により用途廃止・廃棄が進み、2013年（平成25年）1月に全廃された。